# 坎塔庫濟諾城堡

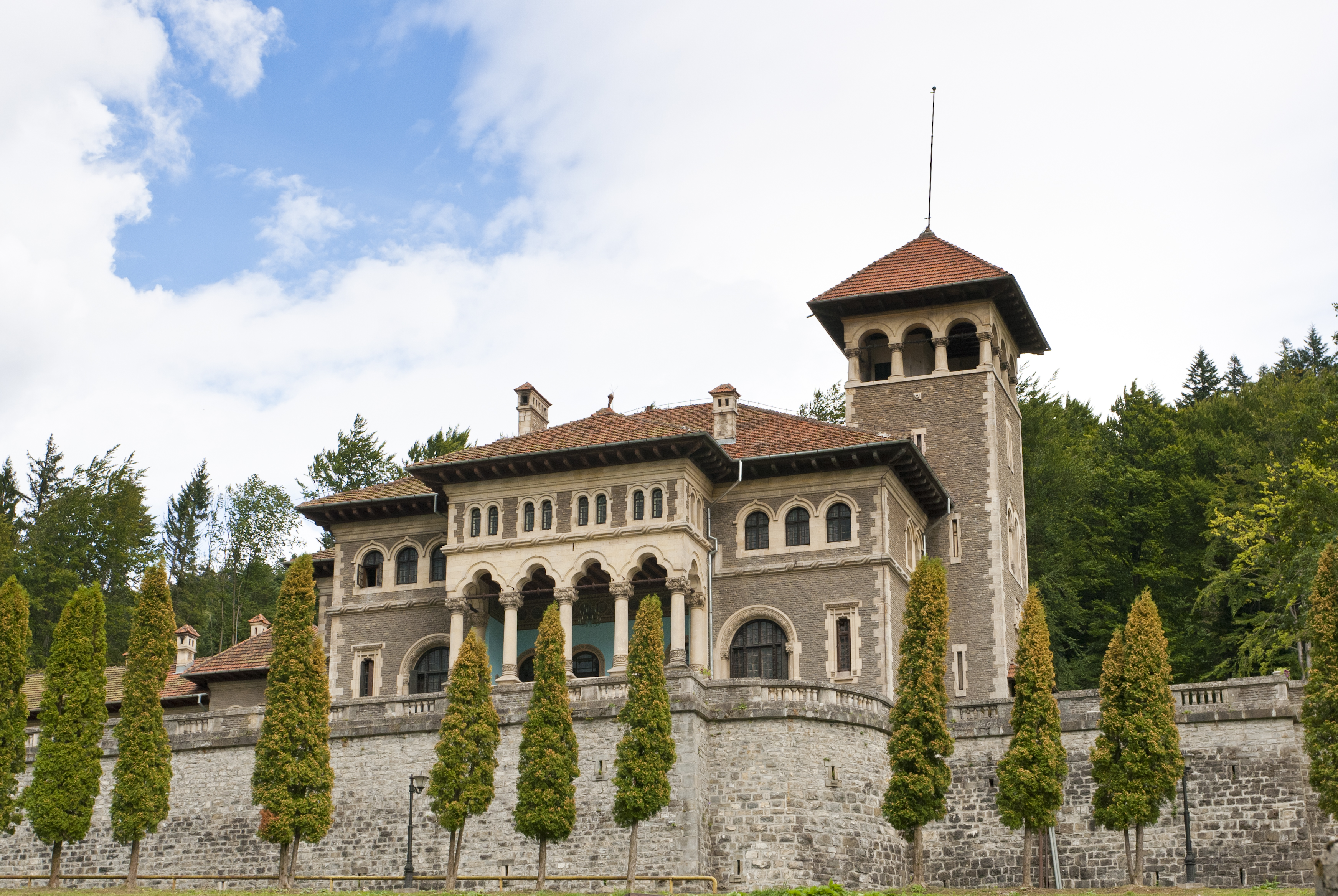

坎塔庫濟諾城堡（Cantacuzino Castle）是位於羅馬尼亞城市布希泰尼的一座建築。這座城堡竣工於1911年，外觀是新羅馬式建築。城堡莊園被公園環繞。現在這座城堡對公眾開放。

## 外部連結
- Official website （页面存档备份，存于） （羅馬尼亞語）
- http://www.uncover-romania.com/attractions/culture/castles-fortresses/cantacuzino-castle.html （页面存档备份，存于）

45°24′50.8″N 25°32′33.3″E / 45.414111°N 25.542583°E